# Aspenbusch
Das Naturschutzgebiet Aspenbusch liegt auf dem Gebiet der kreisfreien Stadt Erfurt in Thüringen. Das größte Naturschutzgebiet im Erfurter Stadtgebiet erstreckt sich im südöstlichen Bereich westlich von Schellroda, einem Ortsteil der Gemeinde Klettbach im Landkreis Weimarer Land, nördlich und südlich der A 4 und der Landesstraße L 2155.

## Bedeutung
Das 95,9 ha große Gebiet mit der NSG-Nr. 48 wurde im Jahr 1961 unter Naturschutz gestellt.